# Anđele
Anđele je debitantski studijski album hrvatske pop pjevačice Antonije Šole, koji 2007. godine objavljuje diskografska kuća Dallas Records. 
Album je objavljen sredinom studenog, uz podršku RTL Televizije, a mjesec dana kasnije izašlo je i novo dopunjeno izdanje. S albuma je izdano šest singlova s ukupno šestnaest pjesama, od kojih su mnoge nagrađene na prestižnim festivalima. Uz '"Anđele" i "Zabranjena pjesma (Volim te)", neke od najpoznatijih pjesama s albuma su i "Zovem da ti čujem glas", "Nebu pod oblak", zatim Antonijina verzija velikog hita ITD Banda "Skidam te pogledom", duet s Tošom Proeskmi "Volim osmijeh tvoj" i druge.

## Pozadina
Nakon što je pisala pjesme za soundtrack serije Zabranjena ljubav, Antonija je odlučila napraviti i spotove za neke svoje pjesme poput "Zovem da ti čujem glas" i "Zabranjena pjesma(Volim te)". Uz veliki uspjeh pjesama dobila je i poziv za duet s Tošetom Proeskim na pjesmu "Volim osmijeh tvoj" za koju je također pisala tekst. Nakon ogromne uspješnice singlova odlučila je objaviti i album.

## Komercijalni uspjeh
Album je debitirao na prvom mjestu Hrvatske nacionalne top ljestvice i u manje od prva tri mjeseca dosegao zlatnu nakladu od deset tisuća prodanih primjeraka. Antoniji su uručene platinasta i zlatna naklada na zagrebačkoj promociji albuma. Singlovi s albuma su debitirali na prvom mjestu Hrvatske nacionalne top ljestvice. Za singl "Zovem da ti čujem glas" početkom 2007. godine na međunarodnom festivalu Slovenije osvojila je nagradu za najbolju izvedbu. Antonijin duet s Tošetom rasprodan je u platinastoj nakladi u samo mjesec dana te je proglašen najemitiranijim spotom u Makedoniji i Hrvatskoj od petnaest televizijskih postaja. Krajem godine nastupila je i na Hrvatsko-radijskom festivalu s pjesmom „Anđele“, te joj je dodijeljena nagrada TV Orbisa.

## Specijalno dopunjeno izdanje albuma
Antonija je mjesec dana nakon izlaska albuma objavila i specijalno dopunjeno izdanje, s čak 6 novih pjesama od kojih su neke prijašnje dobile i novu verziju na makedonskom jeziku. Antonija je svoje obožavatelje počastila i nagradnim igrama od kojih je najvrjednija bila - FREMANTLE MEDIA- dobitnici nagradne igre "osvojili su posjet setu serije Zabranjene ljubavi i upoznavanje s Antonijom". Održala je koncerte i humanitarne nastupe diljem regije, te su na jednom do nastupa bili izabrani pobjednici nagradne igre.

## Popis pjesama
| Br.          | Skladba                                       | Trajanje |
| 1.           | "Anđele"                                      | 4:05     |
| 2.           | "Zovem Da Ti Čujem Glas"                      | 3:45     |
| 3.           | "Stradam"                                     | 3:33     |
| 4.           | "Neka Bude Zauvijek"                          | 3:09     |
| 5.           | "Nisam Anđeo"                                 | 3:26     |
| 6.           | "Skidam Te Pogledom"                          | 3:35     |
| 7.           | "Zabranjena Pjesma (Volim Te)"                | 3:53     |
| 8.           | "Volim Osmijeh Tvoj"                          | 3:36     |
| 9.           | "Adios"                                       | 3:38     |
| 10.          | "Reci Mi Please" (Red Light Oriental Remix)   | 2:54     |
| Bonus Tracks |                                               |          |
| 11.          | "Pada Tiha Noć"                               | 3:33     |
| 12.          | "Ja Ću Kupit"                                 | 4:12     |
| 13.          | "Reci Mi Please"                              | 2:55     |
| 14.          | "Nebu Pod Oblak"                              | 3:59     |
| 15.          | "Angelu" (Makedonska Verzija)                 | 3:43     |
| 16.          | "Anđele" (Nova Verzija)                       | 3:45     |
| 17.          | "Zabranjena Pjesma (Volim Te)" (Instrumental) | 3:55     |

## Top ljestvice
| Top ljestvica (2007.)              | Pozicija |
| ---------------------------------- | -------- |
| Hrvatska nacionalna top ljestvica  | 1        |
| Slovenska nacionalna top ljestvica | 2        |